# Callaway (Minnesota)
Callaway – miasto w Stanach Zjednoczonych, w stanie Minnesota, w hrabstwie Becker.